# Grand Prix Wolber
Grand Prix Wolber var ett franskt endagslopp i landsvägscykling som avhölls från 1922. Det var ett rent inbjudningslopp i slutet av säsongen för de tre främsta i vissa utvalda stora franska, belgiska, italienska och schweiziska lopp och sågs som ett inofficiellt världsmästerskap, fram till dess att UCI instiftade Världsmästerskapen i landsvägscykling 1927 (detta år kördes GP Wolber som en lagtävling). Tillkomsten av ett officiellt VM gjorde att det snabbt förlorade i prestige – 1930 flyttades loppet till juni och 1932 gjordes det om till ett etapplopp för amatörer. Efter ett uppehåll 1940–1947 på grund av andra världskriget återkom det som ett endagslopp 1948 och 1949, varefter en sista upplaga kördes som ett fyradagars etapplopp 1950. Loppet startade i Paris och återvände dit till målgången på Parc des Princes.
Loppet skapades av fransmannen Antoine Wolber, vars företag producerade cykeldäck och -slangar, och organiserades i samarbete med sporttidningen L'Auto.
Detta lopp skall inte förväxlas med den säsongslånga cup som arrangerades 1909 under samma namn och byggde på poäng erhållna i femton franska endagslopp under året.

## Podieplaceringar
"Säsongscup"
| År   | Vinnare      | Tvåa            | Trea              |
| 1909 | Henri Lignon | Omer Beaugendre | Alphonse Charpiot |

| År              | Vinnare             | Tvåa              | Trea               |
| 1922            | Heiri Suter         | Félix Sellier     | Jean Hillarion     |
| 1923            | Émile Masson        | Henri Pélissier   | Jean Rossius       |
| 1924            | Costante Girardengo | Henri Pélissier   | Félix Sellier      |
| 1925            | Heiri Suter         | Romain Bellenger  | Adelin Benoît      |
| 1926            | Francis Pélissier   | Kastor Notter     | Ferdinand Le Drogo |
| 1927 lagtävling | Alléluia            | J.B. Louvet       | Équipe de Reims    |
| 1928            | Julien Vervaecke    | Nicolas Frantz    | Denis Verschueren  |
| 1929            | Alfred Hamerlinck   | Jules Merviel     | Hector Martin      |
| 1930            | Georges Ronsse      | Joseph Demuysere  | Victor Fontan      |
| 1931            | Romain Gijssels     | Alfred Hamerlinck | Georges Ronsse     |

| År         | Vinnare            | Tvåa               | Trea              |
| 1932       | Maurice Archambaud | Georges Speicher   | Roger Lapébie     |
| 1933       | Paul Chocque       | Amédée Fournier    | Eugène Le Goff    |
| 1934       | René Vietto        | René Debenne       | Gabriel Viratelle |
| 1935       | Jean Fontenay      | Louis Thiétard     | André Bertin      |
| 1936       | Robert Tanneveau   | Arthur Debruyckere | Raoul Lesueur     |
| 1937       | Maurice Cacheux    | Pierre Allès       | Marcel Laurent    |
| 1938       | Georges Naisse     | Gaston Grimbert    | Lucien Le Guével  |
| 1939       | Victor Codron      | Albert Goutal      | Pierre Hacquard   |
| 1940- 1947 | ej avhållet        | ej avhållet        | ej avhållet       |
| 1948       | Abel Trouillet     | Joseph Royo        | Georges Gilles    |
| 1949       | Roger Dequesne     | Roger Berthelot    | Pierre Lagrange   |
| 1950       | Antonin Canavèse   | Jacques Mermillod  | Gilbert Bauvin    |